# Petriș, Bistrița-Năsăud
Petriș (în dialectul săsesc Peterschdref, Pâteršdraf, în germană Petersdorf-Bistritz, colocvial Petersdorf, în maghiară Petres, Petresfalva, Péterfalva, Újfalupetres) este un sat în comuna Cetate din județul Bistrița-Năsăud, Transilvania, România.

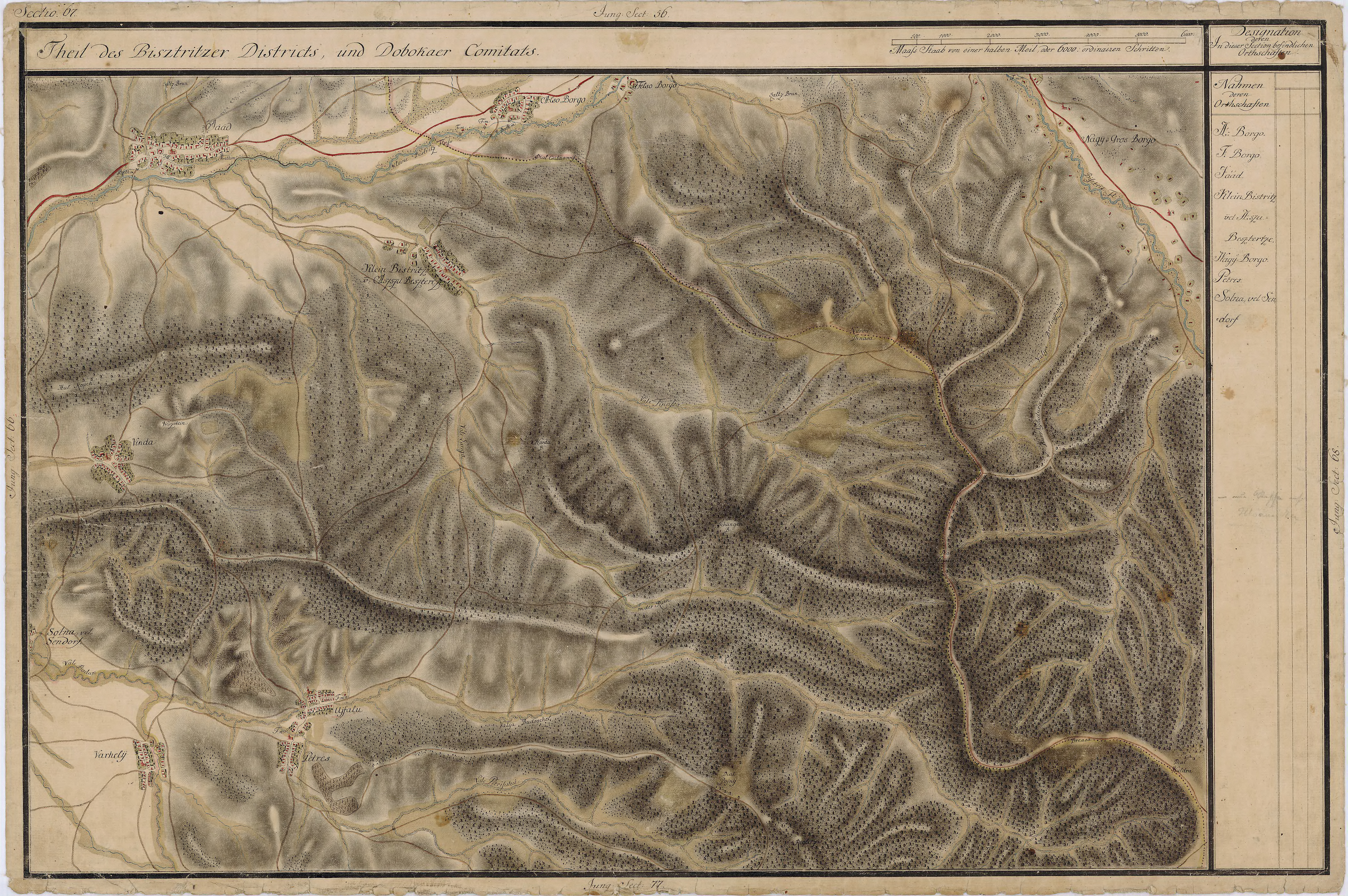
Petriş în Harta Iosefină a Transilvaniei, 1769-73

## Vezi și
- Biserica de lemn din Petriș (monument istoric)
- Biserica evanghelică din Petriș (monument istoric)
- Pământul crăiesc al sașilor, partea nordică
  - Țara Năsăudului de lângă Năsăud
  - Reener Ländchen de lângă Reghin

## Imagini

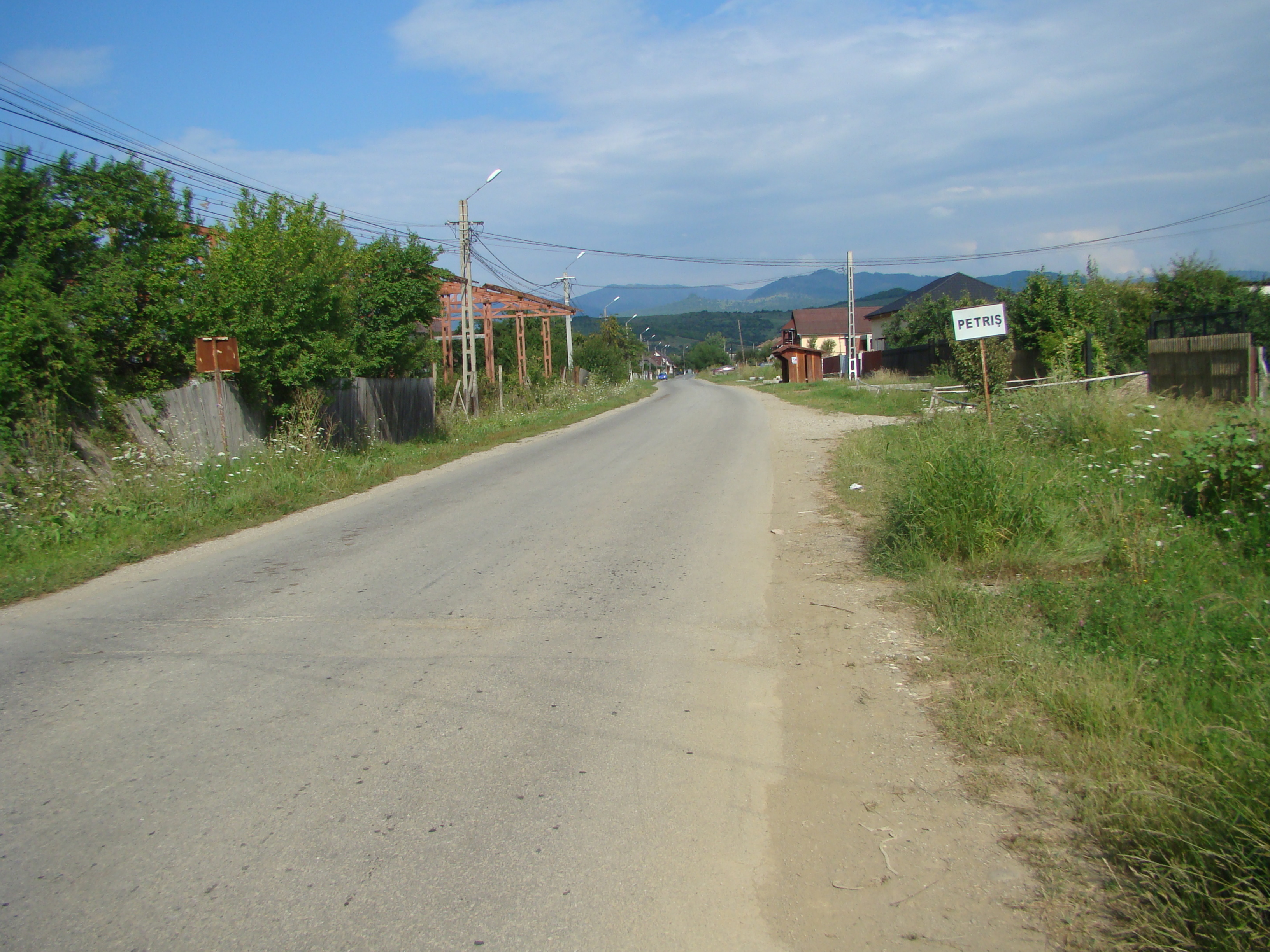
Intrarea în localitate
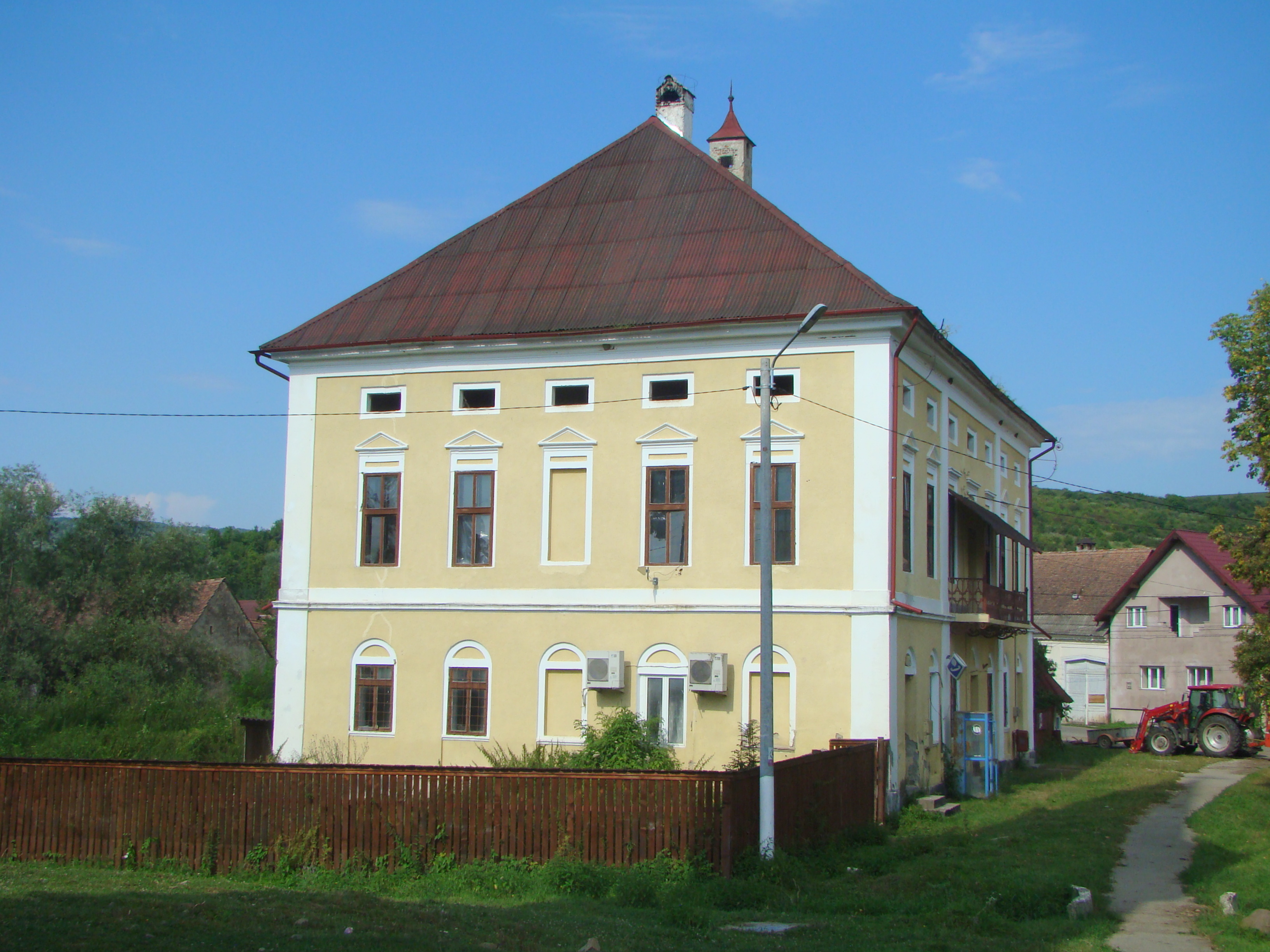
Căminul cultural
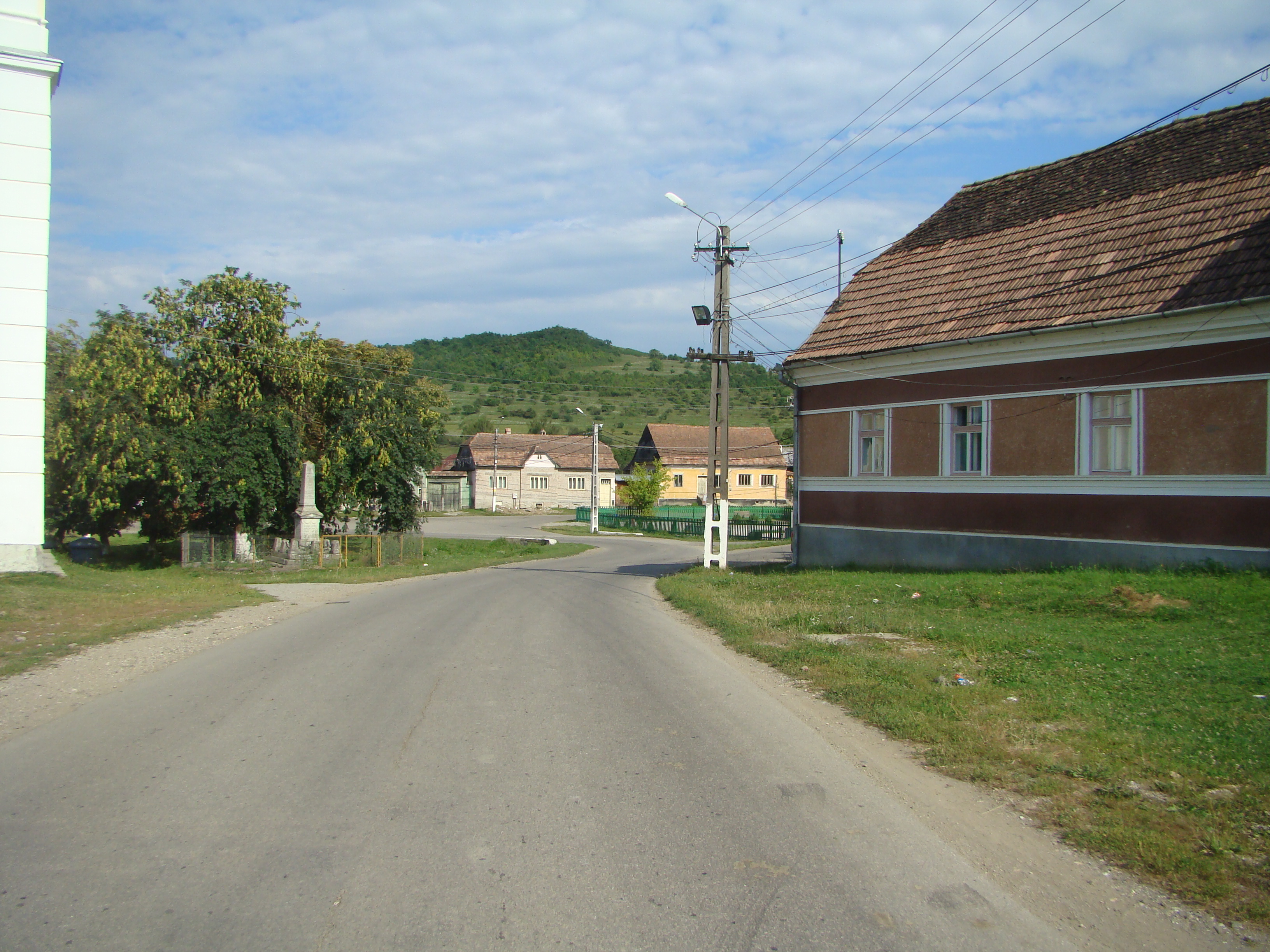
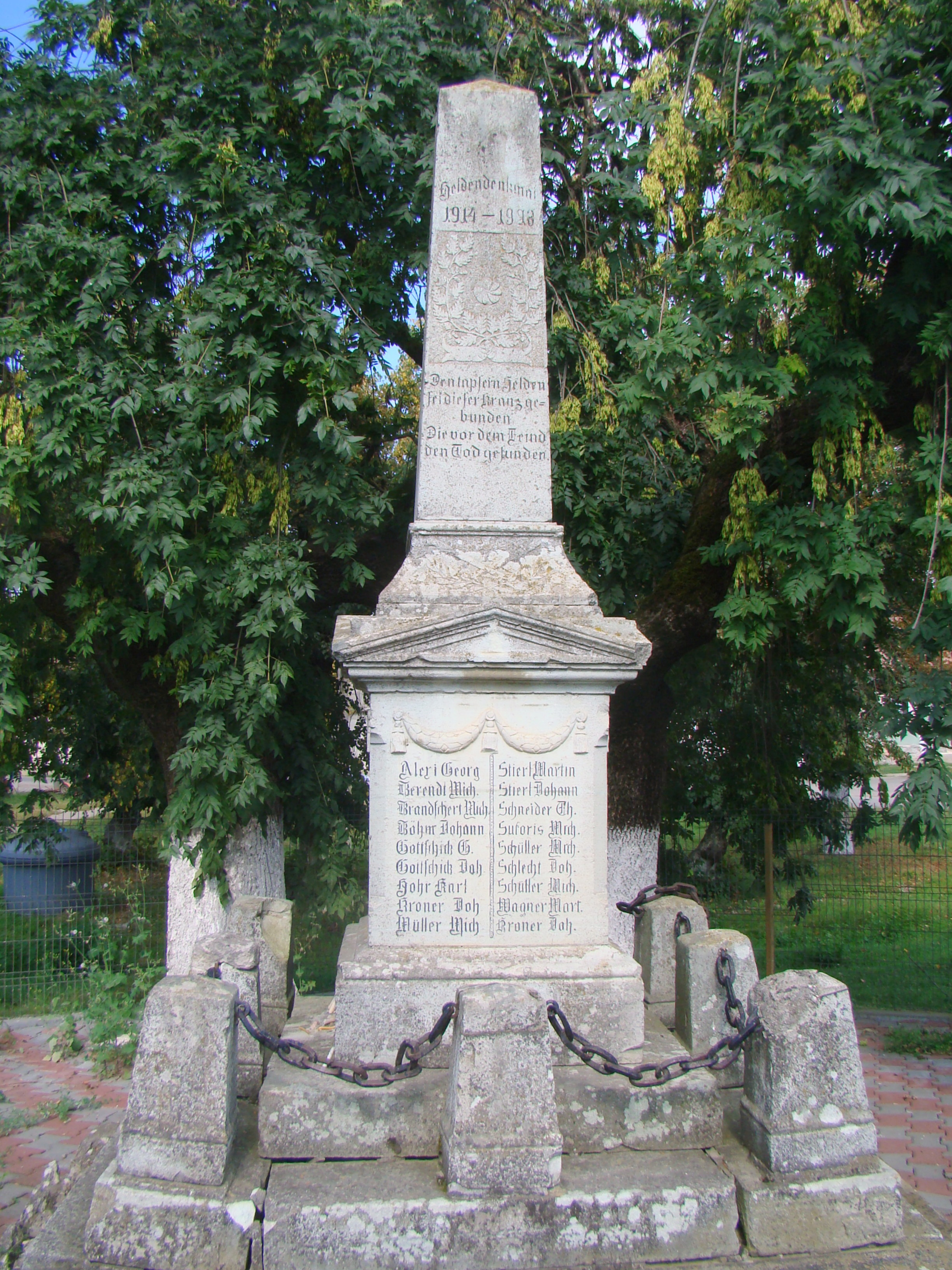
Monumentul eroilor
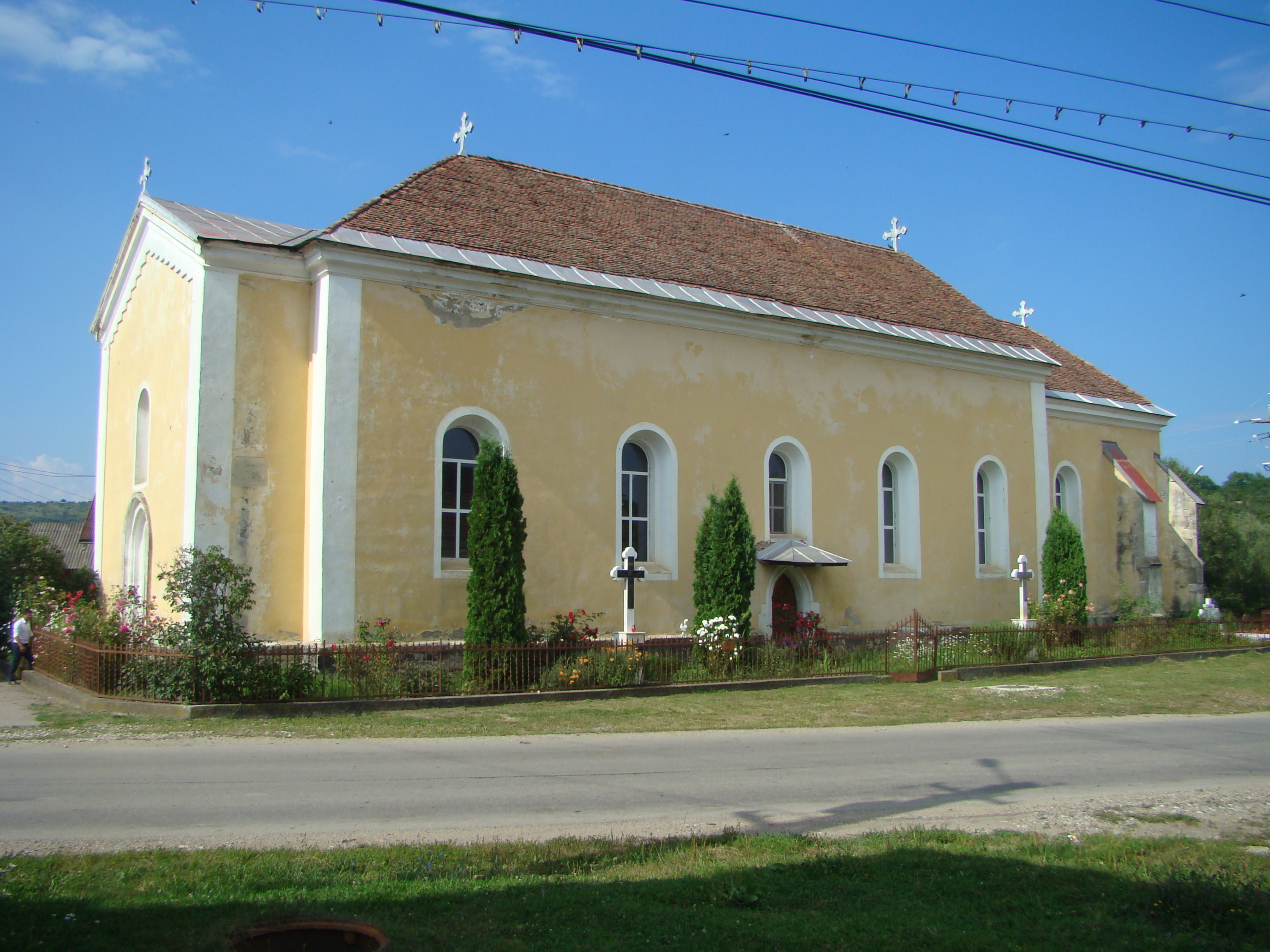
Biserica evanghelică, folosită în prezent de comunitatea ortodoxă (monument istoric)
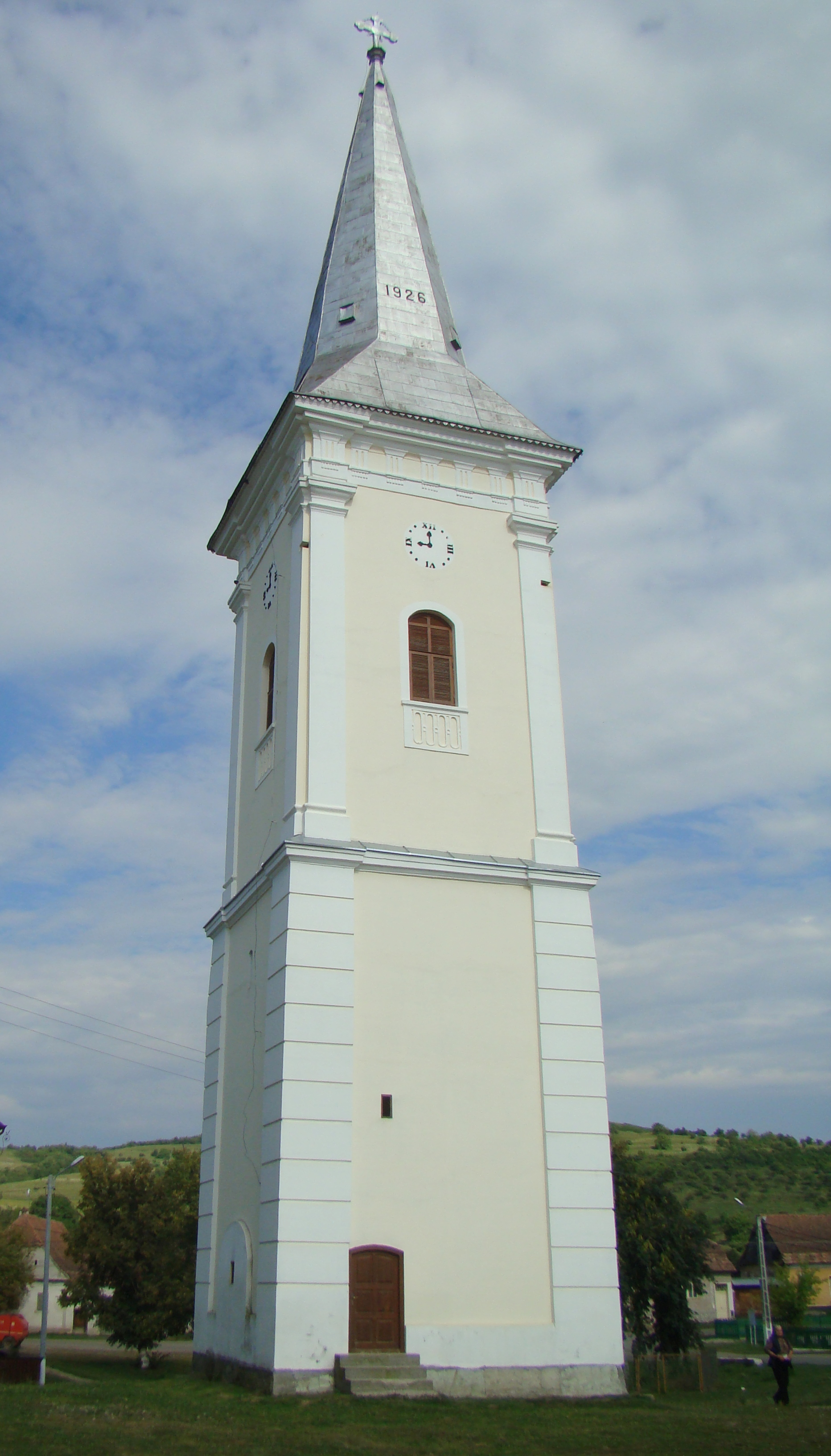
Turnul-clopotniță (monument istoric)